# Friedi Kühne
Friedrich Paul Kühne (* 2. November 1989 in Erlangen; Spitzname Friedi) ist ein deutscher Profi-Slackliner und mehrfacher Highline-Weltrekordhalter. Er ist unter anderem für zahlreiche weltweit erste Free-Solo-Begehungen längerer und höherer Highlines bekannt sowie für die Erfindung mehrerer akrobatischer Tricks auf der Highline.

## Sportliche Karriere

### Anfänge
Aufgewachsen in Rosenheim konnte Kühne schon früh von der Nähe zu den Alpen profitieren. In seinem Elternhaus gehörten Skifahren und Bergsteigen zum festen Wochenendprogramm. Als Jugendlicher kam er bald über Parkour und Freerunning zum Turnen, Bouldern und Klettern. Mit 19 Jahren stand er während eines Kletterurlaubs in Arco zum ersten Mal auf einer Slackline und wurde laut eigenen Angaben schnell „süchtig“ nach dem Balancesport.

### Tricklining
Kühne konnte sich aufgrund seiner turnerischen Vergangenheit zunächst stark für das Tricklining begeistern. Im Zeitraum 2010 bis 2014 nahm er an zahlreichen Tricklinewettbewerben teil, veranstaltete erste Shows mit seinem damaligen Partner Elephant Slacklines, und trat auf diversen internationalen Slackline-Events sowie im deutschen Fernsehen auf. Nicht im Highlinen, sondern im Tricklinen gelang ihm auch sein erster Weltrekord: Im Mai 2011 schafften es Kühne und sein Freund Bernd Hassmann als erste Slackliner eine 50 m lange, straff gespannte Line in einer Kombo durchzuspringen. Im Dezember 2013 hatte Kühne seinen ersten großen Fernsehauftritt: In der Weihnachtsepisode der ZDF Live-Sendung „WETTEN, DASS...“ wettete er, dass er durch „Surfen“ auf einer Slackline nacheinander sechs Weihnachtsbaumkerzen ausblasen könne – und zwar ohne dabei herunterzufallen und in weniger als 3,5 Minuten. Die Wette gelang ihm, doch in der Wahl zum Wettkönig der Sendung landete er sehr knapp hinter der Siegerin auf dem zweiten Platz.

### Highlining

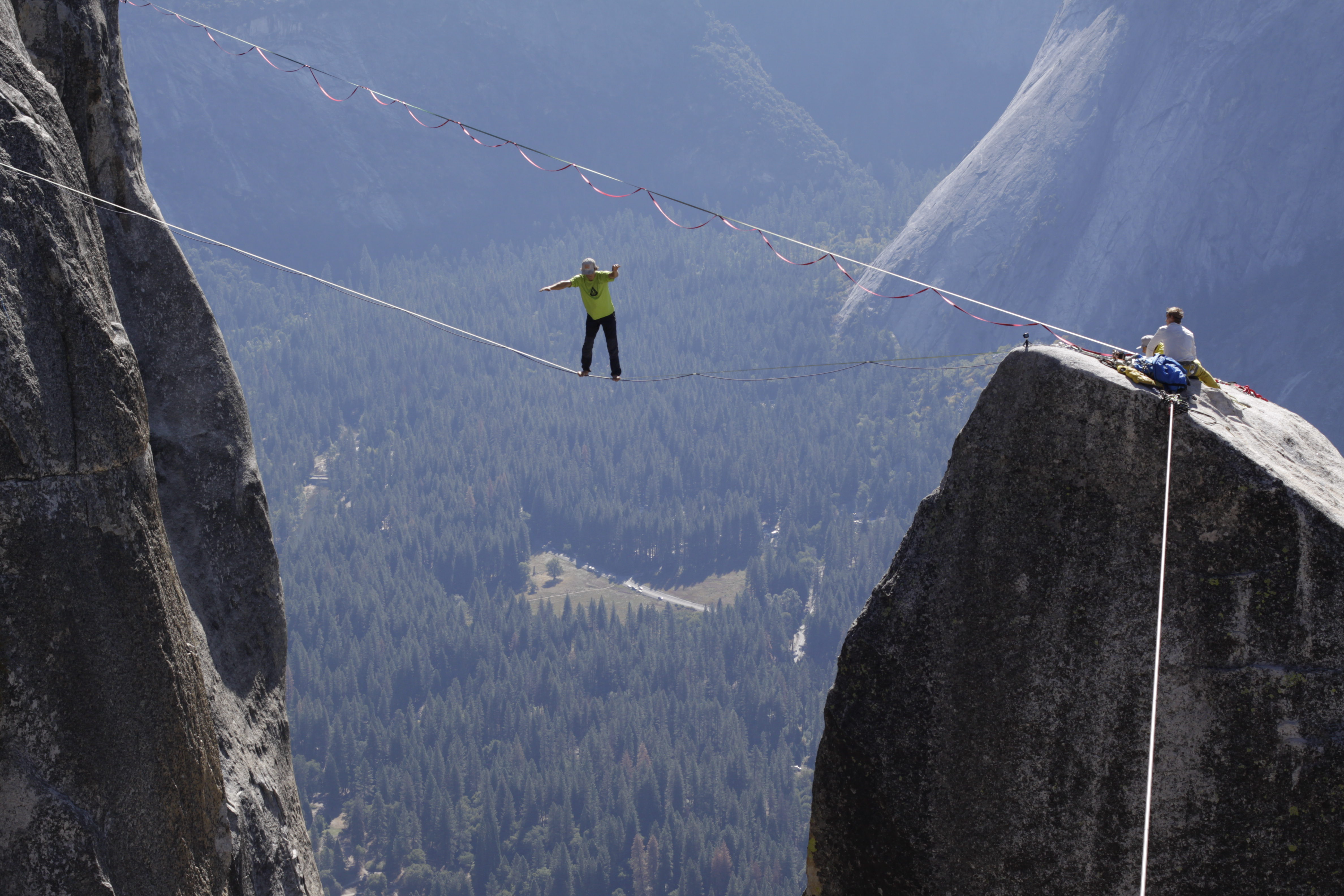
Free Solo auf der Highline zum Lost Arrow Spire, Yosemite, 2018

Mit 20 Jahren versuchte sich Kühne an seiner ersten Highline. Diese war in 30 m Höhe über die Wolfsschlucht in Neubeuern gespannt, dem Ort, der in den darauffolgenden Jahren zum regelmäßigen Trainingsspot für ihn und seine Kollegen werden sollte. Trotz seiner anfänglichen Konzentration auf das Tricklining lief er dort und in den umliegenden Alpen immer wieder einige Highlines, bis er schließlich während eines Austauschjahres als Fremdsprachenassistent in den USA sein Augenmerk vollends auf das Balancieren in der Höhe lenkte. So konnte er in beliebten Highline-Gebieten an der nordamerikanischen Westküste wie Yosemite, Squamish, Smith Rock, Leavenworth, Joshua Tree und Columbia River Gorge zahlreiche Highlines von über 100 m Länge erstbegehen. Auf Festivals schloss er Freundschaften mit amerikanischen Slackline-Ikonen wie Jerry Miszewski, Andy Lewis und Spencer Seabrooke, welche ihn in den darauffolgenden Jahren bei zahlreichen Highlineprojekten unterstützten. Im Highlinen stellte Kühne von 2015 bis heute 16 Weltrekorde auf.

### Free Solo
Seine erste ungesicherte Begehung machte Kühne im Sommer 2014 in Ostrov, Tschechien, auf einer 25 m langen, ca. 20 m hohen Highline. Zuvor hatte er bereits zahlreiche ungesicherte Deep Water Solo sowie Swami-Begehungen von bis zu 40 m Länge gemacht. Letztere bezeichnen eine Variante der Sicherung mit einem Seil um den Bauch oder den Fuß, anstatt einen vollständigen Klettergurt zu tragen. Die ersten höheren und exponierteren Free-Solo-Begehungen folgten während seines Jahres als Fremdsprachenassistent in den USA. Anfangs ließ er sich dabei aus Gründen der persönlichen Motivation nie filmen oder fotografieren und hielt seine Leidenschaft für das Free-Solo-Highlinen mehrere Jahre geheim, bis auf das Wissen weniger enger Freunde. Als er im August 2016 eine 72 m lange, 400 m hohe Highline an den Hunlen-Wasserfällen in British Columbia, Kanada ohne Sicherung lief, gestattete er zum ersten Mal seinen Freunden, ihn dabei zu filmen. Der Free-Solo-Weltrekord war gebrochen und die umstrittene Leidenschaft Kühnes wurde damit zum ersten Mal publik gemacht.

### Show-Auftritte und Vorträge
Im Zuge seiner sportlichen Erfolge begann Kühne bald mit Show-Auftritten und begann eine zweite Karriere als Vortragsredner. So balancierte er unter anderem vor zehntausenden Zuschauern in 60 m Höhe zwischen zwei Kirchtürmen über die Straubinger Innenstadt, in 350 m Höhe zwischen zwei Wolkenkratzern in Moskau, sowie eine Weltrekorddistanz von 170 m über die Donau. Im September 2021 gewann er den dritten Platz auf dem Vortragsfestival „Discovery Days“ in der Schweiz, und hält seitdem Motivationsvorträge auf Firmenveranstaltungen und Festivals.

## Weltrekorde und sonstige Leistungen
| Datum          | Ort                          | Leistung |
| -------------- | ---------------------------- | --- |
| Mai 2011       | München, Deutschland         | Weltrekord längste Jumpline-Überquerung in einer Kombo (Länge 50 m) |
| Februar 2012   | München, Deutschland         | Zweiter Platz ISPO Slackline Open |
| Juli 2013      | Bichlbach, Österreich        | Erster Platz Austrian Trickline Cup |
| Dezember 2013  | Augsburg, Deutschland        | Zweiter Platz bei ZDF's „WETTEN, DASS…“ |
| Mai 2014       | Straubing, Deutschland       | Weltrekord längste Waterline über starke Strömung (Donau; Länge 121 m) |
| Juli 2014      | Wien, Österreich             | Erster Platz Austrian Trickline Cup |
| Mai 2015       | Yosemite, USA                | Erstbegehung einer 110 m langen Highline über den Yosemite-Falls |
| September 2015 | Moléson, Schweiz             | Weltrekord längste Highline, Kategorie Low-Tech/Polyester (Länge 296 m) zusammen mit Nathan Paulin (Frankreich) und Alexander Schulz (Deutschland) |
| Mai 2016       | München, Deutschland         | Weltrekord längste urbane Highline (Olympiastadion; Länge 153 m) |
| Juni 2016      | Straubing, Deutschland       | Weltrekord längste urbane Highline (Länge 169 m) mit Lukas Irmler |
| Juni 2016      | Karlsruhe, Deutschland       | Weltrekord längste urbane Highline (Länge 190 m) |
| August 2016    | Hunlen-Falls, Kanada         | Weltrekord längste „Free-Solo“ Highline (Länge 72 m, Höhe 400 m) |
| Oktober 2016   | Saint-Jeannet, Frankreich    | Weltrekord längste Highline, Kategorie Low-Tech/Polyester (Länge 800 m) |
| Mai 2017       | Saint-Jeannet, Frankreich    | Überquerung der längsten Highline der Welt (Länge 1.600 m, davon 1.500 m kontinuierlich gelaufen) |
| September 2017 | Verdon, Frankreich           | Weltrekord längste „Free-Solo“-Highline (Länge 110 m, Höhe 200 m), verifiziert durch die International Slackline Association (ISA) |
| September 2018 | Senja, Norwegen              | Überquerung der längsten Highline der Welt (Länge 2.800 m, davon 2.200 m kontinuierlich gelaufen) |
| September 2018 | Asbestos, Kanada             | Weltrekord längste Highline (Länge 1.900 m) mit Anthony Hotte, Anthony Boulay, Guillaume Fontaine, Mia Noblet (alle Kanada) und Samuel Volery (Schweiz) |
| Mai 2019       | Kislovodsk, Russland         | Weltrekord längste Highline mit verbundenen Augen (Länge 975 m) mit Lukas Irmler, ISA-verifiziert |
| September 2019 | Moskau, Russland             | Weltrekord höchste urbane Highline (Höhe 350 m, Länge 216 m) zusammen mit Alexander Gribanov, Maxim Kagin, Vladimir Murzaev, Gennady Skripko (alle Russland), Mia Noblet (Kanada), und Nathan Paulin (Frankreich). ISA-verifiziert und zertifiziert durch Guinness World Records. |
| Juli 2020      | Mainz, Deutschland           | Weltrekord: Die meisten (17) „Chest bounces“ innerhalb von 90 Sekunden auf einer Highline im Rahmen der Fernsehsendung ZDF-Fernsehgarten |
| September 2020 | Mangfallgebirge, Deutschland | Längste Highline Deutschlands (Länge 500 m) vom Wendelstein zum Gipfel der Kesselwand mit Lukas Irmler, Julian Mittermaier und Valentin Rapp |
| Juli 2021      | Lapporten, Schweden          | Weltrekord längste Highline (Länge 2.130 m, Höhe 600 m) mit Quirin Herterich, Lukas Irmler und Ruben Langer |
| November 2024  | Rosenheim, Deutschland       | Weltrekord höchste Highline (2.580 m ü. NN. zwischen zwei Heißluftballons) mit Lukas Irmler, ISA-verifiziert |
| Juni 2025      | Mühldorf, Deutschland        | Weltrekord längster Lauf auf einer Highline mit einer Mass Bier in der Hand: 100 m |

## Buch
Im Oktober 2023 erschien Kühnes erstes Buch: „Über dem Abgrund: Slacklinen am Limit“ im Verlag Conbook, ISBN 978-3-95889-457-0.

## Persönliches
Kühne bestand 2009 sein Abitur am Karolinen-Gymnasium Rosenheim. Nach einem 9-monatigen Zivildienst bei den Caritas Wendelstein Werkstätten in Rosenheim begann er im Herbst 2010 an der LMU München das Studium des Lehramts für Gymnasien (Englisch und Mathematik). Das Studium schloss er im Herbst 2017 erfolgreich ab. Seitdem wohnt er in Bad Aibling und widmet seine Zeit vollends dem Slacklinen.